# Kutsuki Harutsuna
Kutsuki Harutsuna est un nom japonais traditionnel ; le nom de famille (ou le nom d'école), Kutsuki, précède donc le prénom (ou le nom d'artiste).
Kutsuki Harutsuna (朽木 晴綱, 1518-1550) est un samouraï de la période Sengoku qui dirige le château de Kutsukidani dans la province d'Omi. Il est au service du shogun Ashikaga Yoshiharu. Ses descendants deviennent daimyos à l'époque d'Edo.

## Source de la traduction
- (en) Cet article est partiellement ou en totalité issu de l’article de Wikipédia en anglais intitulé « Kutsuki Harutsuna » (voir la liste des auteurs).